# The Trip: Original Motion Picture Soundtrack
| Recensione     | Giudizio |
| -------------- | -------- |
| AllMusic       | [ 1 ]    |
| Piero Scaruffi | [ 2 ]    |
| 24.000 dischi  | [ 3 ]    |
| Debaser        | [ 4 ]    |

The Trip è il primo album dei The Electric Flag, pubblicato nel settembre del 1967 come colonna sonora dell'omonimo film (distribuito in Italia con il titolo Il serpente di fuoco) interpretato da Peter Fonda e Dennis Hopper, scritto da Jack Nicholson e diretto da Roger Corman.

## Tracce
Lato A
Testi e musiche di The Electric Flag.
1. Peter's Trip – 2:32
2. Joint Passing – 1:04
3. Psyche Soap – 0:52
4. M-23 – 1:12
5. Synesthesia – 1:45
6. A Little Head – 1:44
7. Hobbit – 1:08
8. Inner Pocket – 3:35
9. Fewghh – 0:58
10. Green and Gold – 2:45
11. The Other Ed Norton – 2:51
12. Flash, Bam, Pow – 1:26

Lato B
Testi e musiche di The Electric Flag.
1. Home Room – 0:52
2. Peter Gets Off – 2:23
3. Practice Music – 1:25
4. Fine Jung Thing – 7:25
5. Senior Citizen – 2:56
6. Gettin' Hard – 4:02

## Musicisti
- Mike Bloomfield - chitarra
- Nick Gravenites - chitarra, voce
- Barry Goldberg - harpsichord, organo, pianoforte
- Paul Beaver - sintetizzatore moog
- Peter Strazza - sassofono tenore
- Mark Doubleday - tromba, flicorno
- Bob Notkoff - violino elettrico
- Harvey Brooks - basso
- Buddy Miles - percussioni